# Interstate 93
L'Interstate 93 (I-93) è un'autostrada statunitense della Interstate Highway che si estende per 305,69 chilometri e collega Canton con Waterford passando per Concord.